# Țestoasele Ninja 2
Țestoasele Ninja 2 (titlu original: Teenage Mutant Ninja Turtles II: The Secret of the Ooze) este un film american cu supereroi din 1991 regizat de Michael Pressman și scris de Todd W. Langen. Este al doilea film teatral al francizei Țestoasele Ninja și o continuare a filmului Țestoasele Ninja (1990). Rolurile principale au fost interpretate de actorii Paige Turco și David Warner cu vocile lui Brian Tochi, Robbie Rist, Adam Carl și Laurie Faso. Întorcându-se din evenimentele filmului Țestoasele Ninja, răufăcătorul Shredder se întoarce să preia comanda Clanului Picior și să lucreze spre răzbunare asupra Țestoaselor. Când el află secretul din spatele mutației țestoaselor, el devine mai periculos ca niciodată. Filmul dezvăluie originile Țestoaselor și ale lui Splinter și introduce doi inamici noi, Tokka și Rahzar.
Spre deosebire de primul film, el diferă în folosirea armelor Țestoaselor. Ei luptă în schimb cu pumnul gol ca parte a unei încercări de a reduce violența din filmul anterior. Filmul este dedicat lui Jim Henson, care a murit la mai puțin de un an înainte de premiera filmului. Jim Henson's Creature Shop s-a întors să creeze costumele animatronice la fel ca în primul film.
Filmul a fost lansat la cinematografe în Statele Unite pe 22 martie 1991 de New Line Cinema. A primit o recepție mixtă din partea criticilor, care au avut părerea că s-a depărtat de la tonul întunecat al filmului din 1990. Totuși a fost un succes financiar, încasând 78,7 milioane $ pe un buget de 20 milioane $, devenind al treisprezecelea film independent cu cele mai mari încasări în anul lansării sale. Filmul a fost urmat de continuarea Țestoasele Ninja 3 în 1993.